# Orla Bundgård Povlsen
 Der er for få eller ingen kildehenvisninger i denne artikel, hvilket er et problem. Du kan hjælpe ved at angive troværdige kilder til de påstande, som fremføres i artiklen.

Orla Bundgård Povlsen (født 22. april 1918 i København, død 10. oktober 1982 i Kongens Lyngby) var en dansk journalist og digter.
Povlsen var oprindeligt udlært smed. Efter at have været på Roskilde Arbejderhøjskole og Askov Højskole debuterede han i 1943 med en novelle i Social-Demokratens søndagstillæg og blev senere journalist. Først ved dagbladet Hejmdal 1945-1947, siden ved Holbæk Amtstidende 1949-1955.
Povlsen var gift med forfatteren Grete Povlsen og far til journalisten Klaus Bundgård Povlsen.
Han er begravet på Sorgenfri Kirkegård.